# Łamanon (góry)
Łamanon (ros.: Ламанон) – stary masyw wulkaniczny w azjatyckiej części Rosji, na zachodnim brzegu Sachalinu (przylądek Łamanon); część Gór Zachodniosachalińskich. Obejmuje płaskowyż wulkaniczny (wys. 300–800 m n.p.m.) zbudowany z mioceńskich bazaltów i częściowo z andezytów oraz grupę stożków wulkanicznych (wys. 600–1022 m n.p.m.) zbudowanych z plioceńskich dacytów oraz andezytów. Najwyższy szczyt, Góra Krasnowa, osiąga 1093 m n.p.m. Zbocza porośnięte tajgą świerkowo-jodłową, brzoza kamienną oraz zaroślami sasy kurylskiej. W wyższych partiach dominują zarośla sosny karłowej. Nazwa masywu pochodzi nazwy jednego ze szczytów, który La Pérouse nazwał Lamanon.